# Ollie Tanner
Ollie Tanner, né le 13 mai 2002 à Bromley en Angleterre, est un footballeur anglais évoluant au poste d'ailier droit à Cardiff City.

## Biographie

### Formation et débuts
Né à Bromley en Angleterre, Ollie Tanner fréquente notamment les centres de formation de Charlton Athletic et d'Arsenal avant de jouer pour le Bromley FC. 
Lors de l'été 2021, Ollie Tanner rejoint le Lewes FC. Ses prestations en Isthmian League attirent l'intérêt de plusieurs clubs de divisions supérieures telles que le Southampton FC, Norwich City ou encore le Watford FC.

### Cardiff City
Lors de l'été 2022, Ollie Tanner rejoint Cardiff City. Le transfert est annoncé dès le 18 mai 2022.
Il joue son premier match pour Cardiff le 9 août 2022, lors d'une rencontre de coupe de la Ligue anglaise face au Portsmouth FC. Il est titularisé et son équipe est battue par trois buts à zéro.
Tanner fait ses débuts en Championship, la deuxième division anglaise, le 12 août 2023, lors de la deuxième journée de la saison 2023-2024 face au Queens Park Rangers FC. Il entre en jeu à la place de Karlan Grant et son équipe s'incline par deux buts à un. Le 16 septembre 2023, il marque son premier but pour Cardiff, lors d'une rencontre de championnat face à Swansea City. Entré en jeu à la place d'Iké Ugbo, il participe à la victoire des siens par deux buts à zéro,.
Le 6 octobre 2024, Tanner ouvre le score contre Bristol City, en championnat, mais les deux équipes se neutralisent (1-1 score final).